# Horizonte (álbum)
Horizonte es el tercer álbum de estudio de la banda de rock peruano Zen. El disco fue presentado oficialmente en la Discoteca Vocé en Lima. Este álbum se posicionó entre los 50 mejores discos del 2007 según la edición Colombiana de la Revista Rolling Stone.

## Lista de canciones
1. Libre.
2. Día gris.
3. Mi perdición.
4. Tarde o temprano.
5. Hablarte otra vez.
6. Guardas algo.
7. 5 días.
8. Tu lugar.
9. Horizonte.
10. Nada para ti.
11. Duele amor.
12. Renacer.

## Integrantes
- Jhovan Tomasevich - voz y guitarra
- Alec Marambio - primera guitarra
- Noel Marambio - bajo
- Giorgio Bertoli - batería